# Rio Dobrenaş
O Rio Dobrenaş é um rio da Romênia, afluente do Dobreanu, localizado no distrito de Neamţ.